# Anna Freud
Anna Freud, född 3 december 1895 i Wien, Österrike, död 9 oktober 1982 i Hampstead i London, Storbritannien, var en österrikisk-brittisk psykoanalytiker. Hon var dotter till Sigmund Freud.
Anna Freud var barnpsykoanalytiker, främst verksam i England efter familjen Freuds flykt undan nazismen. Hon kom att utveckla den psykoanalytiska teorin framför allt med avseende på barnets utveckling och jagets funktioner i psyket. Hon var författare till Normality and pathology in childhood (1965; Barnets psykiska hälsa) och Das Ich und die Abwehrmechanismen (1936; Jaget och dess försvarsmekanismer).

## Eftermäle
Asteroiden 11299 Annafreud är uppkallad efter henne.